# 井城街道
井城街道是中华人民共和国贵州省黔南布依族苗族自治州独山县下辖的一个街道办事处。2021年3月11日，将麻万镇石牛社区划归井城街道管辖。

## 行政区划
井城街道下辖以下村级行政区划单位：
虹桥社区、石牛社区、紫泉社区、城西村、城东村、三桥村。
2021年3月11日调整后，井城街道辖紫泉社区、井桥社区、三桥社区、虹桥社区、环西社区、中南社区、中华社区、城北社区、城西社区、城东社区、石牛社区。